# Cristaserolis gaudichaudii
Cristaserolis gaudichaudii är en kräftdjursart som först beskrevs av Jean Victor Audouin och Milne-Edwards 1841.  Cristaserolis gaudichaudii ingår i släktet Cristaserolis och familjen Serolidae. Inga underarter finns listade i Catalogue of Life.